# Supraeșantionare
În procesarea semnalelor, supraeșantionarea reprezintă procesul  eșantionării unui semnal cu o frecvență de eșantionare semnificativ mai mare decât dublul  lățimii de bandă sau al celei mai înalte frecvențe a semnalului care este eșantionat.

## Factor de supraeșantionare
Un semnal supraeșantionat se spune că este supraeșantionat la un factor de β, definit ca
{\displaystyle \beta \ {\stackrel {\mathrm {def} }{=}}\ {\frac {f_{e}}{2B}}\,\!}
sau
{\displaystyle f_{e}=2\beta B\,\!}.
unde
- fe este frecvența de eșantionare
- B este lărgimea de bandă sau cea mai înaltă frecvență a semnalului; rata Nyquist este 2B.

## Motivație
Sunt trei motive principale pentru efectuarea supraeșantionării:

### Antidedublare
Ajută la antidedublare pentru că filtrele antidedublare analogice realizabile sunt foarte dificil de implementat cu separarea foarte precisă necesară pentru a maximiza utilizarea lățimii de bandă  disponibilă fără a excede limita Nyquist. Prin creșterea lățimii de bandă a semnalului eșantionat, filtrul antidedublare are o complexitate mai mică și poate fi făcut mai puțin costisitor scăzând cerințele filtrului la costul unui eșantionator mai rapid. Odată eșantionat, semnalul poate fi filtrat numeric și infraeșantionat la frecvența de eșantionare dorită. În tehnologia modernă a circuitelor integrate, filtrele numerice sunt mult mai ușor de implementat decât filtrele analogice comparabile de ordin înalt.

### Rezoluție
În practică, supraeșantionarea este implementată în scopul atingerii unei conversii A/N și N/A de rezoluții mai înalte, mai ieftin. De exemplu, pentru implementarea unui convertor de 24 biți, este suficientă folosirea unui convertor de 20 biți care poate funcționa la de 256 ori rata de eșantionare țintă. Făcând media unui grup de 256 de eșantioane consecutive de 20 biți se adaugă 4 biți la rezoluția mediei, producând un singur eșantion cu rezoluția de 24 biți.
Număr de eșantioane necesare pentru a obține {\displaystyle n} biți de date adiționale: {\displaystyle {\text{eșantioane}}=2^{2n}}.

Rezultatul în programe de la {\displaystyle n} eșantioane este apoi împărțit la 2n:

{\displaystyle {\text{rezultat}}={\frac {\text{date supraesantionare}}{2^{n}}}}

De reținut că facerea acestei medii este posibilă numai dacă semnalul conține zgomot distribuit perfect egal (cu alte cuvinte dacă A/N-ul e perfect și devierea semnalului de la pasul rezultat al unui A/N se află sub prag, rezultatul conversiei va fi la fel de imprecis ca și când ar fi fost măsurat de către A/N-ul cu miez de rezoluție joasă iar beneficiile supraeșantionării nu vor avea efect).

### Zgomot
Reducția/anularea zgomotului. Dacă se iau eșantioane multiple de aceeași cantitate cu un zgomot aleatoriu diferit (și necorelat) adăugat la fiecare eșantion, atunci facerea mediei a N eșantioane reduce varianța zgomotului (sau puterea zgomotului) cu un factor de 1/N.[a] Aceasta înseamnă că raportul semnal/zgomot se îmbunătățește cu un  factor de 4 (6 dB sau un bit adițional signifiant) dacă se supraeșantionează cu un factor de 4 relativ la rata Nyquist (adică un β de 4) și se folosește un filtru trece-jos.
Anumite tipuri de convertoare A/N cunoscute sub numele de convertoare delta-sigma produc disproporționat mai mult zgomot de cuantizare în porțiunea superioară a spectrului lor de ieșire. Prin rularea acestor convertoare la un multiplu al ratei de eșantionare țintă, și filtrarea frecvențelor înalte ale semnalului supraeșantionat la jumătate din rata de eșantionare țintă, este posibilă obținerea unui rezultat cu mai puțin zgomotdecât media la nivelul întregii benzi a convertorului. Convertoarele delta-sigma folosesc o tehnică numită modelarea zgomotului pentru a muta zgomotul de cuantificare la frecvențele mai înalte.

## Exemplu
De exemplu, să se considere un semnal cu o lărgime de bandă sau cu cea mai înaltă frecvență B = 100 Hz.
Teorema eșantionării afirmă că frecvența de eșantionare ar trebui să fie mai mare de 200 Hz.
Eșantionarea la 200 Hz ar rezulta în β = 1.
Eșantionarea la o rată de patru ori mai mare (β = 4) ar rezulta într-o rată de eșantionare de 800 Hz.
Aceasta oferă filtrului antidedublare o bandă de tranziție de 600 Hz ((fe−B)− B = (800 Hz−100 Hz) − 100 Hz = 600 Hz) în loc de 0 Hz dacă frecvența de eșantionare era efectiv 200 Hz.
Un filtru antidedublare cu o bandă de tranziție de 600 Hz este mult mai realizabil decât cu una de 0 Hz (care ar necesita un filtru perfect). Dacă eșantionatorul ar merge la o frecvență de opt ori mai mare atunci banda de tranziție ar crește la 1400 Hz, ceea ce înseamnă că filtrul antidedublare ar putea fi mai puțin costisitor datorită relaxării cerințelor benzii de tranziție.
După ce a fost eșantionat la 800 Hz, semnalul (aparent cu o lărgime de bandă de 400 Hz) ar putea fi filtrat numeric să aibă o lărgime de bandă de 100 Hz și apoi mai departe infraeșantionat mai aproape de 200 Hz.